# Trinidadmotmot
De Trinidadmotmot (Momotus bahamensis) is een vogel uit de familie motmots (Momotidae).

## Verspreiding en leefgebied
Deze soort is endemisch in Trinidad en Tobago.

## Status
De grootte van de populatie is niet gekwantificeerd maar de soort wordt omschreven als algemeen op Trinidad. Op de Rode lijst van de IUCN heeft deze soort de status niet bedreigd.